# Bangramanjeshwar
Bangramanjeshwar è una suddivisione dell'India, classificata come census town, di 5.636 abitanti, situata nel distretto di Kasaragod, nello stato federato del Kerala. In base al numero di abitanti la città rientra nella classe V (da 5.000 a 9.999 persone).

## Geografia fisica
La città è situata a 12° 43' 11 N e 74° 53' 14 E.

## Società

### Evoluzione demografica
Al censimento del 2001 la popolazione di Bangramanjeshwar assommava a 5.636 persone, delle quali 2.763 maschi e 2.873 femmine. I bambini di età inferiore o uguale ai sei anni assommavano a 745, dei quali 332 maschi e 413 femmine. Infine, coloro che erano in grado di saper almeno leggere e scrivere erano 4.143, dei quali 2.200 maschi e 1.943 femmine.